# Elske Brault
Elske Brault (* 1964 in Hamburg) ist eine deutsche Autorin, Journalistin und Hörfunkmoderatorin.

## Leben
Elske Brault wurde 1964 in Hamburg geboren. Nach der Geburt ihrer beiden Kinder begann sie 1996 für den NDR zu arbeiten, zunächst als Reporterin für das Hörfunkprogramm NDR 2. Nach Stationen beim Nordwestradio, einem gemeinsamen Programm des NDR und Radio Bremen, sowie beim Fernsehen war sie Redakteurin bei NDR Kultur. Von 2013 bis 2018 arbeitete sie als Redakteurin und Moderatorin für den Hörfunksender SWR2. Dort war sie unter anderem verantwortlich für das von Katrin Zipse und Angelika Schindler initiierte Projekt Stolpersteine im Radio.
2018 erschien ihr erster Roman Geheime Fluchten beim Galerie Rahimi Berlin Verlag. Ihr zweiter Roman ist in „Einfacher Sprache“ verfasst und beim Passanten Verlag verlegt. Auf theaterboerse.de ist ihr Theaterstück Nathan und seine Frauen erschienen, dessen erste beiden Akte sie im Rahmen der Lessing-Tage des Thalia-Theaters 2010 und 2011 mit Amateurschauspielern entwickelte. Im Januar 2017 brachte Elske Brault in Baden-Baden ein arabisch-deutsches Gedichtprojekt auf die Bühne, das sie bis 2023 mit dem syrischen Schauspieler Bassam Dawood in Berlin weiterführte. 
Seit November 2024 lebt Elske Brault in Langenhorn/Nordfriesland.